# Pere Comas
Pere Comas i Calvet (Berga, 1892 - Panamá, 1969) fue un político y abogado español. 

## Biografía
Se licenció en Derecho y trabajó como pasante en el despacho del abogado de Joaquín Lluhí Rissech, donde se especializó en leyes municipales. También fue vicesecretario del Ateneo Barcelonés. En 1928 fue uno de los fundadores del periódico La Opinión y al proclamarse la Segunda República Española fue teniente de alcalde del ayuntamiento de Barcelona y diputado del Parlamento de Cataluña por Esquerra Republicana de Catalunya. Fue nombrado consejero de justicia y derecho del gobierno de la Generalidad de Cataluña en 1931-1933 y 1936.
Al acabar la guerra civil española se exilió en Colombia y después a Panamá, donde fue asesor técnico del ministerio de finanzas durante 25 años, y dirigió el diario Catalunya (1946).